# Thunder Force
Thunder Force (サンダーフォース, Sandā Fōsu) é uma série de jogos eletrônicos do tipo scrolling shooter e jogabilidade não linear desenvolvidos pela empresa de software japonesa Technosoft. A franquia é reconhecida pela sua distintiva jogabilidade, gráficos e trilha sonora baseada em sintetizadores e chiptune.
Existem seis jogos na série no total. O primeiro foi lançado nos computadores pessoais. A maioria dos jogos da série foi lançado no console Mega Drive. O jogo mais recente foi lançado no PlayStation 2.

## História
O primeiro jogo da série, Thunder Force, apareceu em 1983 em uma variedade de computadores japoneses, como o X1, o PC-8801 mkII e o FM-7 . Desde Thunder Force II, a maioria dos jogos da série apareceu no console Mega Drive, onde a série ganhou grande parte de sua popularidade. O jogo mais recente foi lançado no PlayStation 2 .
O Thunder Force original foi criado por Kotori Yoshimura em 1983. Mais tarde, ela deixou a Technosoft e fundou a Arsys Software em 1985, onde ela e Osamu Nagano trabalharam em títulos notáveis como Star Cruiser. Em 1984, a Technosoft lançou um editor de níveis, ou sistema de criação de jogos, intitulado "Thunder Force Construction ", criado por Yoshimura para o computador FM-7.
A partir de 2016, a Sega anunciou na Tokyo Game Show que detém os direitos da franquia Thunder Force e de todas as outras propriedades intelectuais da Technosoft.

## Jogos
- Thunder Force
- Thunder Force II (X68000) (1988)
- Thunder Force II MD (Mega Drive) (1989) (porte de Thunder Force II)[4][5][6]
- Thunder Force III (Mega Drive) (1990)[7][8][9]
- Thunder Force AC (Arcade) (1990) (porte de Thunder Force III, refeito para um jogo de arcade)[7]
- Thunder Spirits (SNES) (1991) (porte de Thunder Force AC)[10]
- Thunder Force IV (Mega Drive) (1992) (também conhecido como Lightening Force: Quest for the Darkstar)[11][12][13]
- Thunder Force Gold Pack 1 (Sega Saturn) (1996) Contém Thunder Force II e Thunder Force III.[carece de fontes?]
- Thunder Force Gold Pack 2 (Sega Saturn) (1996) Contém Thunder Force IV e Thunder Force AC.[carece de fontes?]
- Thunder Force V (Sega Saturn) (1997)[14][15]
- Thunder Force V: Perfect System (PlayStation) (1998) (porte de Thunder Force V)[carece de fontes?]
- Thunder Force VI (PlayStation 2) (2008)[16]